# Crnac (Bosansko Grahovo)
Crnac es un pueblo deshabitado, ubicado en el municipio de Bosansko Grahovo, en el cantón 10, Bosnia y Herzegovina.

## Superficie
Posee una superficie de 11,57 kilómetros cuadrados.

## Demografía
Hasta 1991 la población era de un habitante.